# 1899 en el cinema
Aquest article és una llista d'esdeveniments sobre el cinema que es van produir durant el 1899.

## Esdeveniments
- Setembre
  - King John, una sèrie de tres escenes curtes mudes a partir d'una propera producció escènica de Herbert Beerbohm Tree amb la direcció de William Kennedy Dickson i Walter Pfeffer Dando, es filma a Londres, la primera pel·lícula coneguda basada en una obra de Shakespeare.
  - Mitchell and Kenyon de Blackburn al nord d'Anglaterra estrenen tres pel·lícules de ficció sota la marca 'Norden' que criden l'atenció nacional – The Tramp's Surprise, The Tramps and the Artist i Kidnapping by Indians, aquest darrer és el primer Western.
- Novembre – La pel·lícula japonesa més antiga que es conserva, Momijigari, fou gravada per Tsunekichi Shibata a Tòquioo com a registre dels actors kabuki Onoe Kikugorō V i Ichikawa Danjūrō IX representant una escena de l'obra Momijigari.
- T. C. Hepworth inveta el Biokam,[1] un format de 17,5 mm que també és el primer format que té una perforació central.
- John Alfred Prestwich inventa un format amateur de 13 mm.[2]

## Pel·lícules
- Beauty and the Beast, produït per Pathe (francès)
- The Biter Bit, produït per Bamforth & Co Ltd
- Cagliostro's Mirror, dirigit per George Melies
- Cinderella, dirigit per Georges Méliès
- Cleopatra, dirigit per George Melies, rellançat posteriorment com a Cleopatra's Tomb[3]
- Cripple Creek Bar-Room Scene, produït per Edison Studios
- The Demon Barber, produït per American Mutoscope
- The Devil in a Convent, dirigit per Georges Méliès, rellançat posteriorment com a The Sign of the Cross
- The Dreyfus Affair, una sèrie de docudrames dirigides per Georges Méliès
- The Haunted House, dirigit per Siegmund Lubin
- How Would You Like to Be the Ice Man?
- The Jeffries-Sharkey Fight, un documental que és molt probable sigui perdut; amb una durada de dues hores, aquest és un dels llargmetratges més antics.
- King John
- Kidnapping by Indians
- The Kiss in the Tunnel, dirigit per George Albert Smith; ha estat citat com el primer exemple d'edició narrativa del cinema
- Major Wilson's Last Stand
- A Midnight Episode, dirigit per George Melies, també conegut com a A Good Bed
- The Miser's Doom (British), dirigit per Walter R. Booth
- Pillar of Fire (també conegut com a The Column of Fire), dirigit per George Melies, adaptant una escena de la novel·la "She" de H. Rider Haggard[4]
- Raising Spirits, dirigit per George Melies

## Naixements
- 6 de gener – Phyllis Haver, actriu estatunidenca (morta el 1960)
- 30 de gener – Martita Hunt, actriu anglesa (morta el 1969)
- 6 de febrer – Ramon Novarro, actor mexicà (mort el 1968)
- 15 de febrer – Gale Sondergaard, actriu estatunidenca (morta el 1985)
- 21 de febrer – Sigrid Holmquist, actriu sueca (morta el 1970)
- 22 de febrer – George O'Hara, actor i guionista estatunidenc (mort el 1966)
- 14 de març – Ada Kramm, actriu noruega (morta el 1981)
- 23 de març – Dora Gerson, actriu alemanya (morta el 1943)
- 27 de març – Gloria Swanson, actriu estatunidenca (morta el 1983)
- 10 de maig – Fred Astaire, actor/ballarí estatunidenc (mort el 1987)
- 15 de juny – Einar Hanson, actor suec (mort el 1927)
- 30 de juny – Madge Bellamy, actriu estatunidenca (morta el 1990)
- 1 de juliol – Charles Laughton, actor britanicoestatunidenc (mort el 1962)
- 7 de juliol – George Cukor, director estatunidenc (mort el 1983)
- 14 de juliol – Martha Mansfield, actriu estatunidenca (morta el 1923)
- 17 de juliol – James Cagney, actor estatunidenc (mort el 1986)
- 13 d'agost – Alfred Hitchcock, director britànic (mort el 1980)
- 19 d'agost – Colleen Moore, actriu estatunidenca (morta el 1988)
- 28 d'agost – Charles Boyer, actor francès (mort el 1978)
- 11 de novembre – Pat O'Brien, actor estatunidenc (mort el 1983)
- 17 de novembre – Douglas Shearer, pioner en l'enginyeria de so de cinema estatunidenc d'origen canadenc (mort el 1971)
- 16 de desembre – Noël Coward, actor, dramaturg i compositor de música popular anglès (mort el 1973)
- 25 de desembre – Humphrey Bogart, actor estatunidenc (mort el 1957)